# Мъжът без минало
„Мъжът без минало“ (на фински: Mies vailla menneisyyttä) е финландски трагикомичен филм от 2002 година на режисьора Аки Каурисмеки по негов собствен сценарий.
В центъра на сюжета е мъж, който е пребит и губи паметта си, след което започва живота си наново сред най-бедните жители на Хелзинки. Главните роли се изпълняват от Марку Пелтола и Кати Оутинен.
„Мъжът без минало“ е номиниран за „Оскар“ за най-добър чуждоезичен филм, а на Фестивала в Кан печели Голямата награда и награда за най-добра женска роля.